# Beter Wonen (Drachten)
Beter Wonen is een arbeidersbuurtje in de Friese plaats Drachten. Het staat op de lijst van rijksmonumenten in Drachten.

## Beschrijving
Na de eerste twee sociale woningbouwprojecten in de gemeente Smallingerland - Houtigehage (1909, ook rijksmonument) en Drachten (1912) - kwam er pas in 1922 een vervolg. Dat was het door architect A.J. Wijbenga uit Noordwolde ontworpen complex van de 'Woningstichting Beter Wonen' die in 1920 op initiatief van de plaatselijke SDAP-afdeling was opgericht. In het 'uitbreidingsplan voor Dragten' van Geert Stapenséa was al ruimte gereserveerd voor de 65 woningen, verdeeld over zeven blokken rond het middenplantsoen en een achtste blok aan de Houtlaan.
Opvallend in het buurtje zijn de drie tussen dakkapellen aangebrachte tegeltableaus met azuurblauwe en okergele tegeltjes. Ook bijzonder is het siermetselwerk in de topgevels, bestaande uit een dubbele rollaag langs de dakrand en verticaal opgemetselde accenten.
Elke woning kreeg een grote achtertuin voor het telen van aardappelen en groente, net als in Houtigehage vooral bedoeld om de wekelijkse huur van ƒ 4,- tot ƒ 4,70 beter op te kunnen brengen. Er woonden aanvankelijk zelfbewuste arbeiders, daarom heette het 'het rode dorp'.
Omdat de structuur van het complex ongewijzigd is en het aanzicht van de rijtjes nauwelijks is aangetast, heeft het woningbouwcomplex naast een ruime mate van authenticiteit ook de oorspronkelijke beslotenheid behouden.

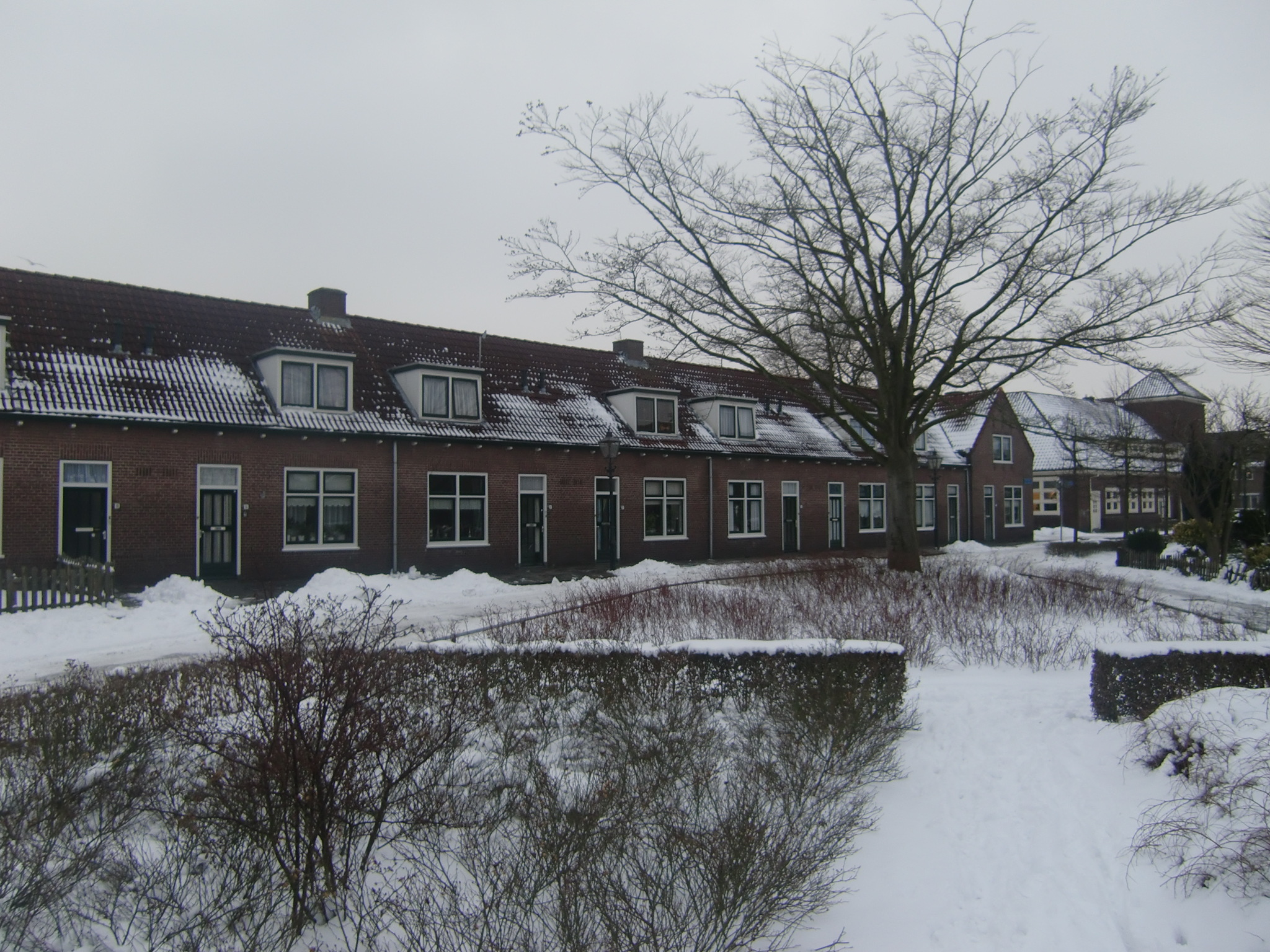
Arbeiderswoningen en middenplantsoen
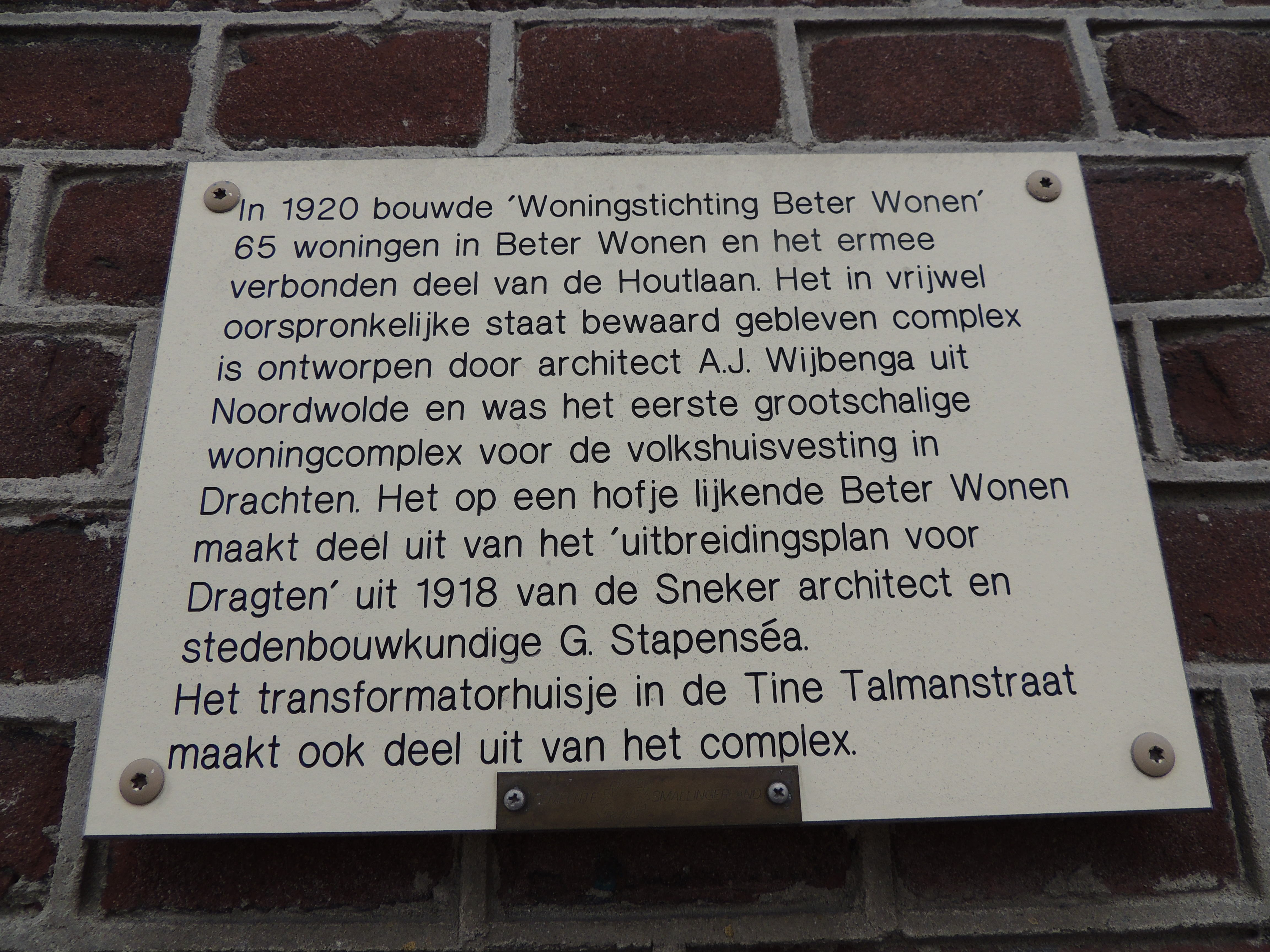
Plaquette